# Stjepan Tomaš Ostojić
Stjepan Tomaš Ostojić, född 1412, död 10 juli 1461, var kung av Bosnien från år 1443 fram till sin död.
Stjepan Tomaš dog år 1461. Han efterträddes av sin son från sitt första äktenskap, Stjepan Tomašević. Tomašević erkände Katarina av Bosnien som drottningmodern, och hon fortsatte att leva på de kungliga högsätena i Bobovac och Kraljeva Sutjeska.